# Lesong Daja
Lesong Daja is een bestuurslaag in het regentschap Pamekasan van de provincie Oost-Java, Indonesië. Lesong Daja telt 2889 inwoners (volkstelling 2010).